# Râul Valea lui Nan
Râul Valea lui Nan este un afluent al râului Sbârcioara. 

## Hărți
- Harta județului Brașov